# Hulin

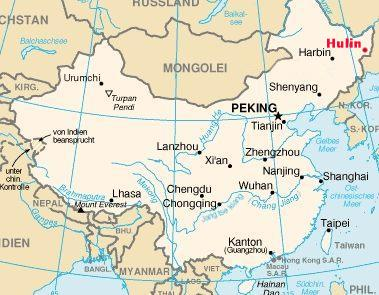
Lage der Stadt Hulin in China

Hulin (chinesisch 虎林市, Pinyin Hǔlín Shì – „Tigerwald“) ist eine kreisfreie Stadt am Ufer des linken Ussuri-Nebenflusses Muling He mit 267.870 Einwohnern (Stand: Zensus 2020) und einer Gesamtfläche von 11.730 km² in der Provinz Heilongjiang der Volksrepublik China. Ihre Bevölkerungsdichte liegt bei 23 Einw./km². Der ehemalige Kreis Hulin wurde am 14. Juni 1993 der bezirksfreien Stadt Jixi unterstellt. Zuvor hatte er zu Mudanjiang gehört. Am 11. Oktober 1996 wurde schließlich der Kreis Hulin aufgelöst und auf seinem Verwaltungsgebiet die Stadt Hulin errichtet.
Zu Hulin gehört auch die 0,74 km² große Ussuri-Insel Zhenbao Dao (territorial identisch mit der „Gemeinde Zhenbaodao“), auf der es im Jahr 1969 zu mehreren bewaffneten, verlustreichen Grenzzwischenfällen mit der Sowjetunion kam. Beide Länder betrachteten die Insel als ihr Territorium. Erst im chinesisch-russischen Grenzabkommen vom 14. Oktober 2004 erkannte Russland die Zugehörigkeit Zhenbaodaos zu China an. Nachdem am 27. April 2005 der Nationale Volkskongress und am 20. Mai 2005 die Duma den Vertrag billigten und die Ratifikation durch die Präsidenten beider Länder erfolgen konnte, wurde diese Regelung völkerrechtlich gültig.

## Administrative Gliederung
Auf Gemeindeebene setzt sich Hulin aus sieben Großgemeinden und vier Gemeinden zusammen. Diese sind:
- Großgemeinde Hulin (虎林镇), Zentrum, Sitz der Stadtregierung;
- Großgemeinde Dongfanghong (东方红镇);
- Großgemeinde Yingchun (迎春镇);
- Großgemeinde Hutou (虎头镇);
- Großgemeinde Yanggang (杨岗镇);
- Großgemeinde Dongcheng (东诚镇);
- Großgemeinde Baodong (宝东镇);
- Gemeinde Xinle (新乐乡);
- Gemeinde Weiguang (伟光乡);
- Gemeinde Zhenbao Dao (珍宝岛乡);
- Gemeinde Abei (阿北乡).

Außerdem liegen auf dem Verwaltungsgebiet Hulins die Forstwirtschaftsbüros Dongfanghong (东方红林业局) und Yingchun (迎春林业局) sowie die Staatsfarmen 850 (八五零农场), 854 (八五四农场), 856 (八五六农场), 858 (八五八农场), Qingfeng (庆丰农场) und Yunshan (云山农场).

## Ethnische Gliederung der Bevölkerung Hulins (2000)
Beim Zensus im Jahr 2000 wurden noch 311.509 Einwohner gezählt.
| Name des Volkes | Einwohner | Anteil  |
| --------------- | --------- | ------- |
| Han             | 302.618   | 97,15 % |
| Mandschu        | 4.726     | 1,52 %  |
| Koreaner        | 2.261     | 0,73 %  |
| Mongolen        | 738       | 0,24 %  |
| Miao            | 281       | 0,09 %  |
| Hui             | 260       | 0,08 %  |
| Zhuang          | 155       | 0,05 %  |
| Xibe            | 111       | 0,04 %  |
| Dong            | 79        | 0,03 %  |
| Tujia           | 62        | 0,02 %  |
| Yi              | 51        | 0,02 %  |
| Bouyei          | 37        | 0,01 %  |
| Sonstige        | 130       | 0,04 %  |